# Cuarta Cumbre BRICS 2012
La  reunión cumbre del BRICS del año 2012 fue la cuarta versión de este evento anual, una conferencia de relaciones internacionales en la cual comparecen los jefes de Estado de los cinco países-miembro: Brasil, Rusia, India, China, y Sudáfrica. Esta reunión cumbre tuvo lugar en el hotel Taj Palace en Nueva Deli (India), el 29 de marzo de 2012, comenzando a la hora 10:00, zona horaria de la India. La presente fue la primera vez que India hospedó una cúpula del grupo BRICS.
El tema principal de este evento fue "Alianza de los BRICS para la Estabilidad Global, la Seguridad, y la Prosperidad". La reunión propició diversas discusiones e intercambio de ideas sobre cuestiones políticas entre los jefes de Estado presentes, incluyendo economía global, terrorismo, y seguridad energética.

## Preparación

### Logo
Las preparaciones para la conferencia comenzaron con un anuncio del Ministerio de Relaciones Exteriores de India sobre una competición para escoger el logotipo oficial de la conferencia. Este logotipo debería "mostrar la esencia del grupo, que ha recibido atención sin precedentes en los últimos años, y que hoy día ocupa un espacio preeminente en cuanto a la política global y en relación al escenario económico." Un jurado anunció el ganador el 10 de febrero de 2012, que recayó en el trabajo de Sonesh Jain, un estudiante de arquitectura del Indian Institute of Technology Roorkee. El logotipo ganador es la representación simbólica de un arco colorido, sugiriendo resurgimiento e innovación".

### Seguridad
Organizar la cuarta cumbre requirió un elaborado dispositivo de seguridad en la ciudad anfitriona, Nueva Deli. Unos 2.000 policías y soldados de la guardia nacional, fueron distribuidos en distintas zonas urbanas, con énfasis en la avenida que daba frente al lugar del evento. La seguridad de la zona más protegida también involucró policías y oficiales de las embajadas de los países participantes, y también se practicaron inspecciones corporales así como se usaron detectores de metales. Para garantizar la seguridad de las delegaciones participantes, incluso en el hotel se vaciaron las plantas arriba y abajo de los pisos ocupados. El hotel entero que albergó el evento fue usado exclusivamente para la propia conferencia y para las delegaciones oficiales, mientras que invitados y otros participantes fueron direccionados a otros hoteles.

## Eventos pre-conferencia
Entre el 4 y el 6 de marzo de 2012, la organización Observer Research Foundation condujo el Cuarto Fórum Académico del BRICS que involucró la participación de aproximadamente 60 educadores de los 5 países participantes. El fórum fue realizado para generar ideas y propuestas, las cuales serían presentadas a los líderes de los países participantes, para su consideración futura. Al final del fórum, 18 recomendaciones fueron concretadas para aumentar la eficacia del grupo. Un fórum empresarial del BRICS, por su parte fue organizado por la Federación de la Cámara India de Comercio e Industria, la Confederación de la Industria India, y la Asociación de Cámaras de Industria de India.

## Líderes
Los Jefes de Estado / Jefes de Gobierno de los cinco países miembro participaron en esta reunión-cumbre.

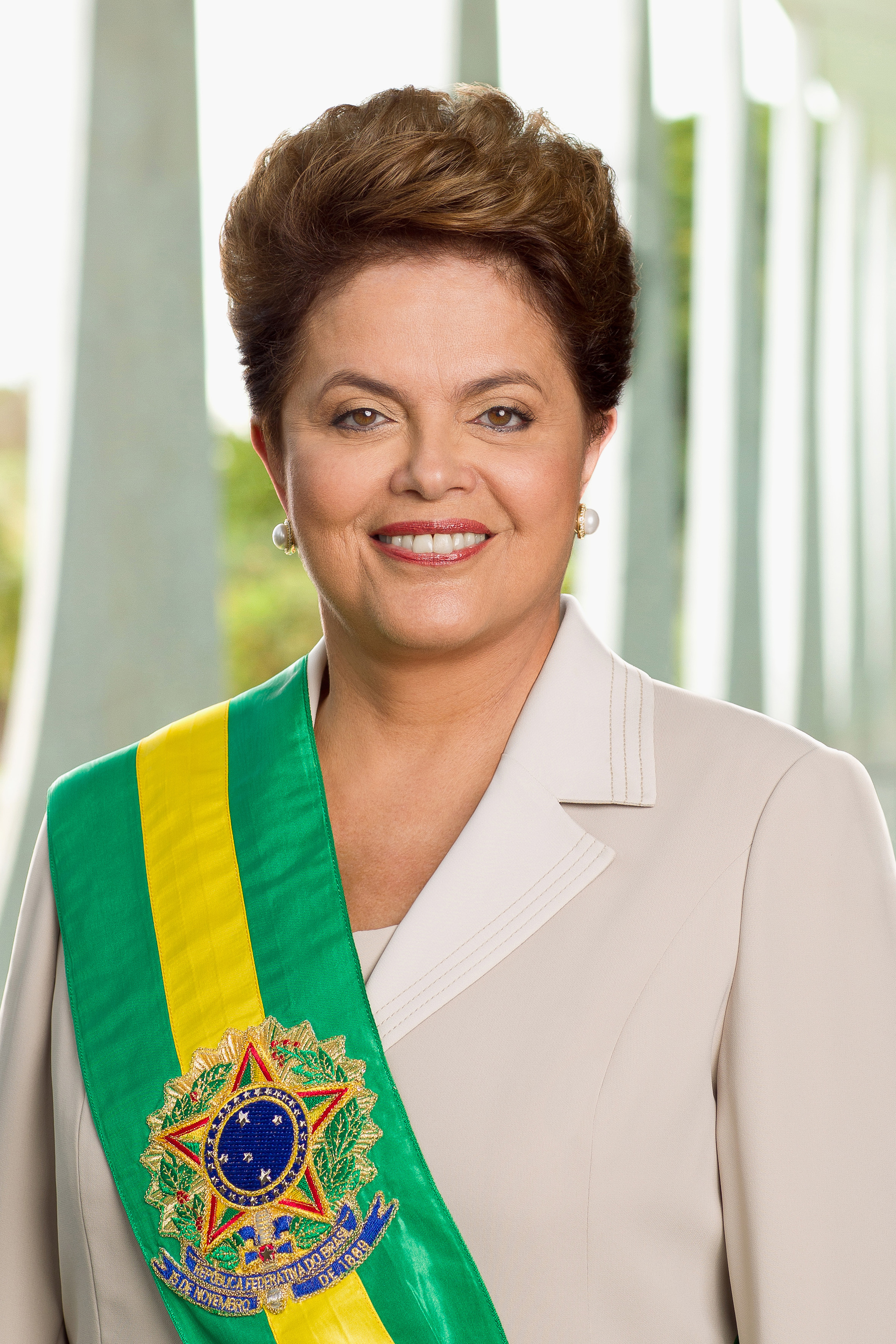
Dilma Rousseff, Presidente de Brasil.
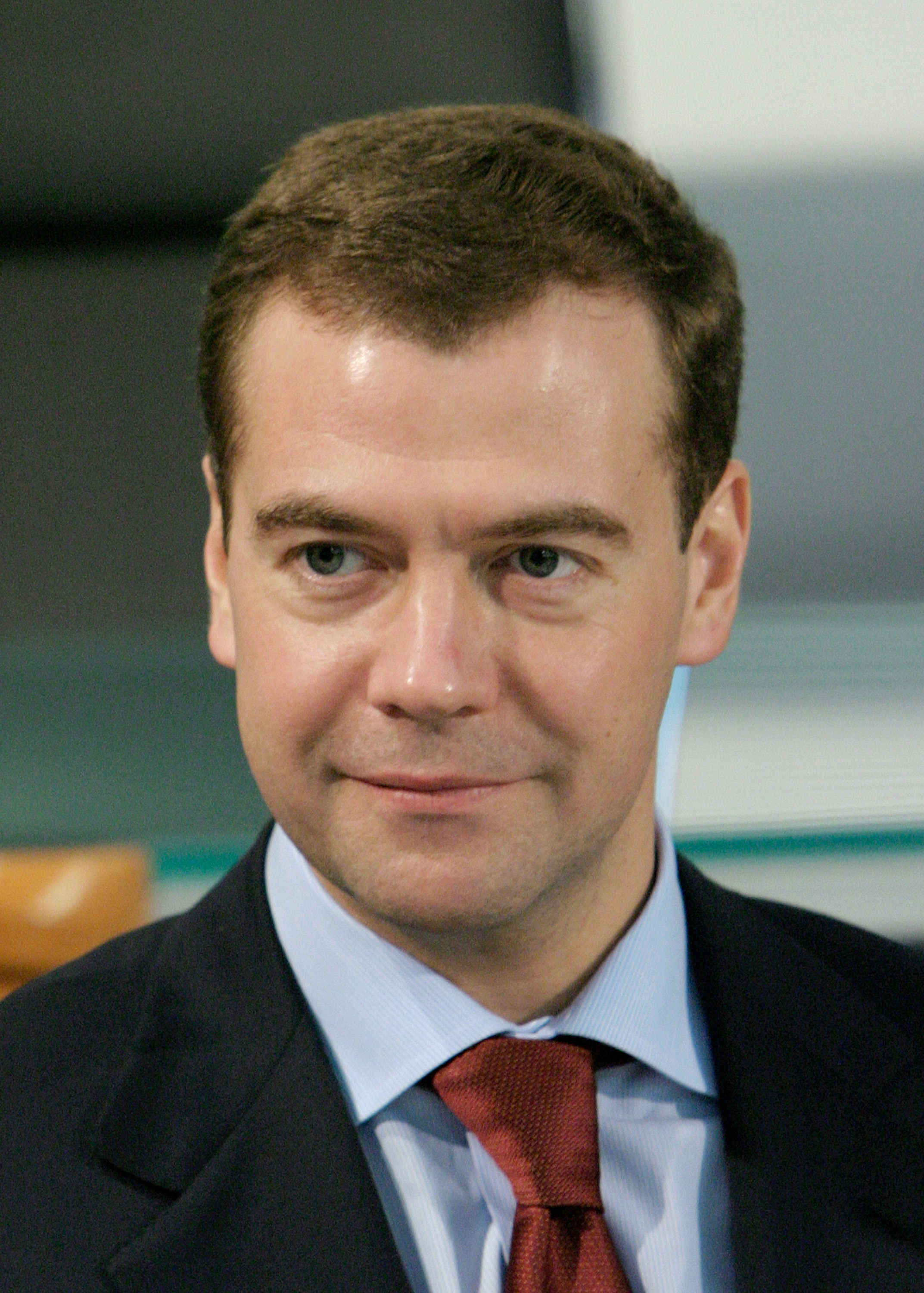
Dmitri Medvédev, Presidente de Rusia.
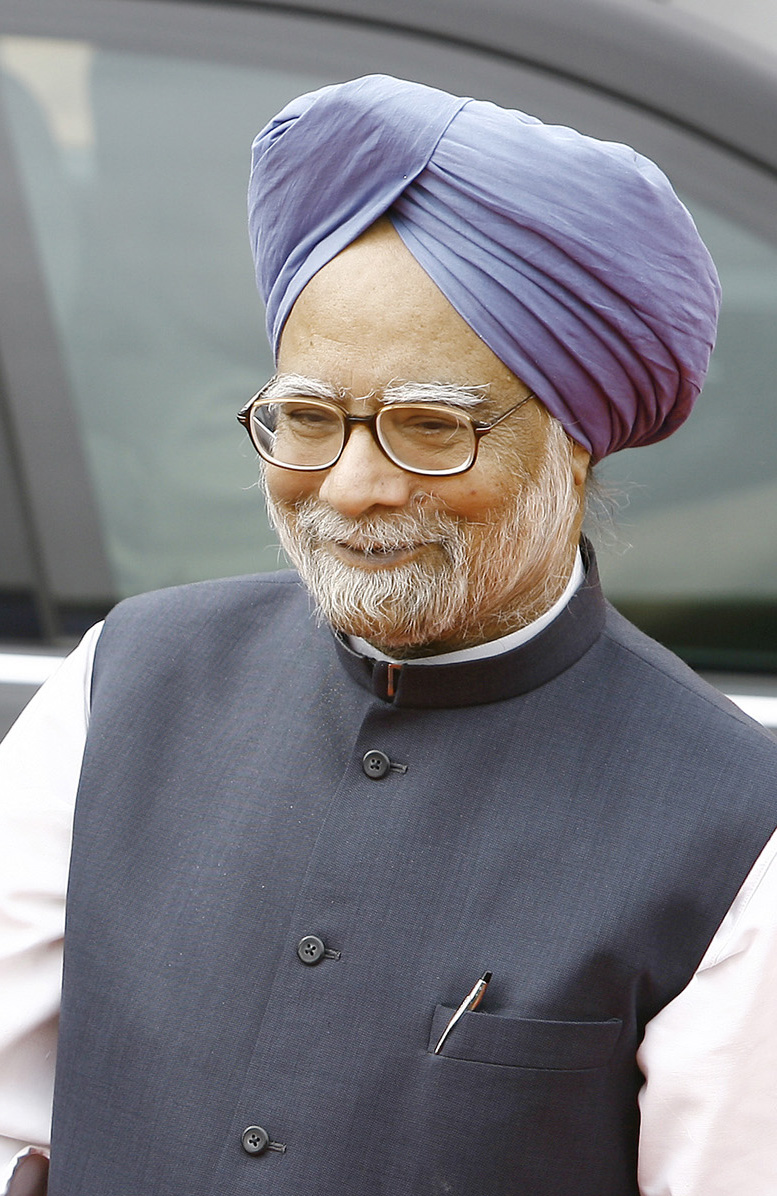
Manmohan Singh, Primer-ministro de India.
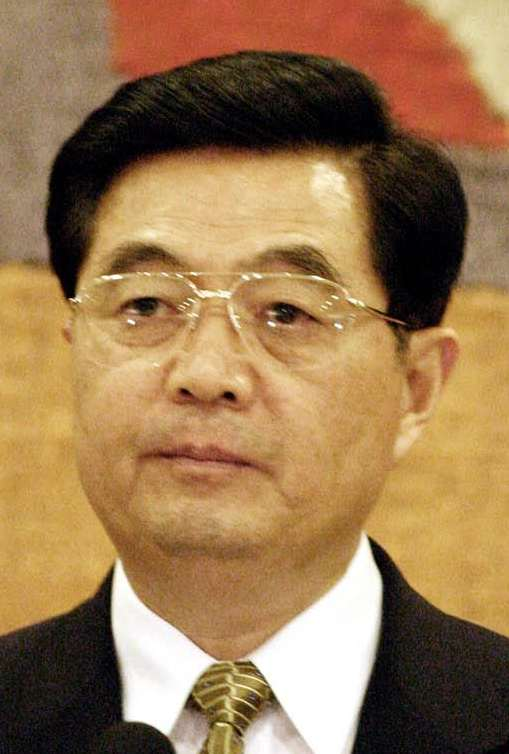
Hu Jintao, Presidente de China.
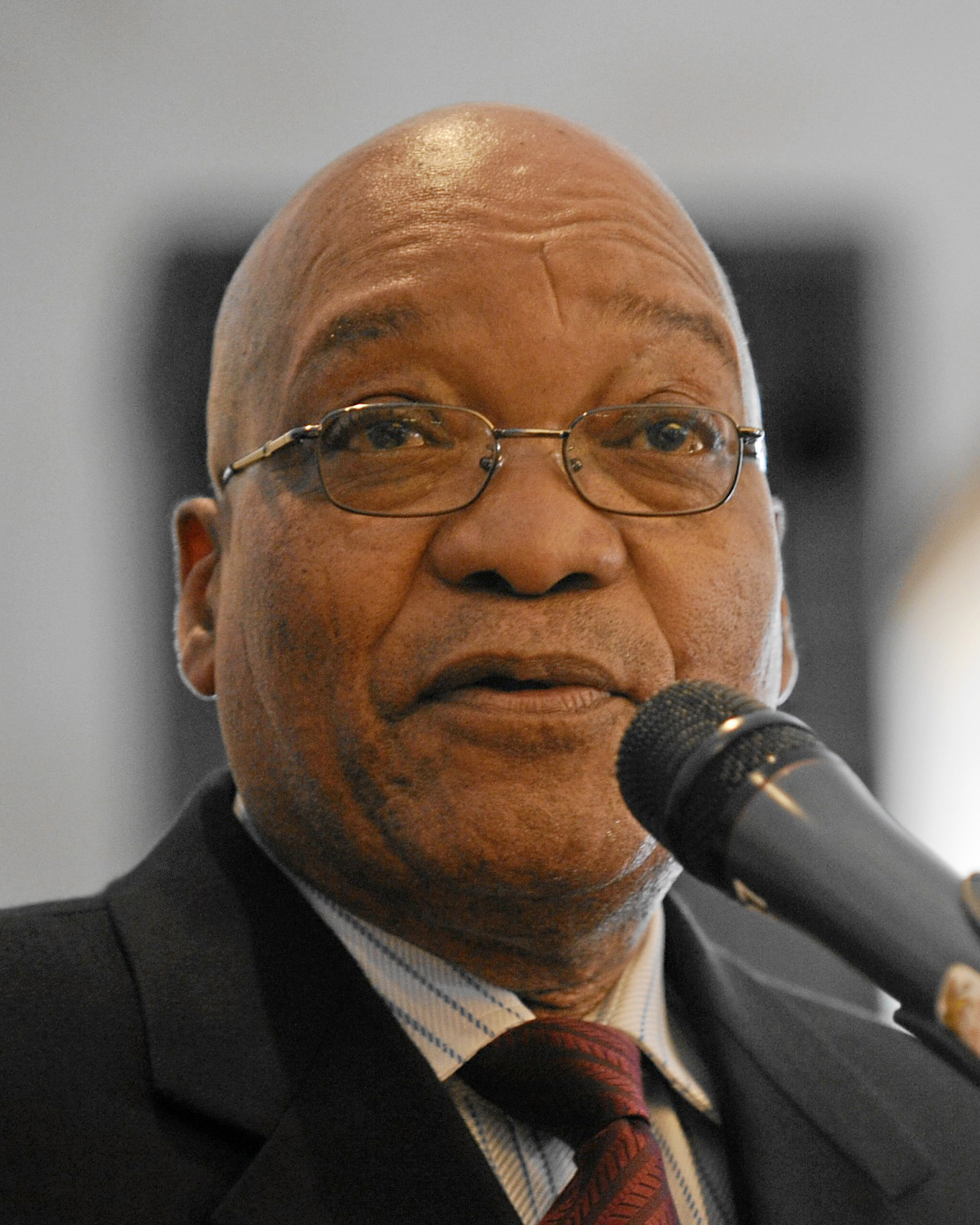
Jacob Zuma, Presidente de Sudáfrica.

Hu Jintao llegó a Nueva Deli el 28 de marzo de 2012 conjuntamente con una delegación de ministros que incluía al canciller Yang Jiechi, al consejero de Estado Dai Bingguo, y a varios ejecutivos de negocios. La delegación de Jacob Zuma incluyó al Ministro de Comercio e Industria Rob Davies así como a varios ejecutivos. Los ministros de comercio de los cinco países estuvieron presentes en esta reunión.

## Cuestiones generales

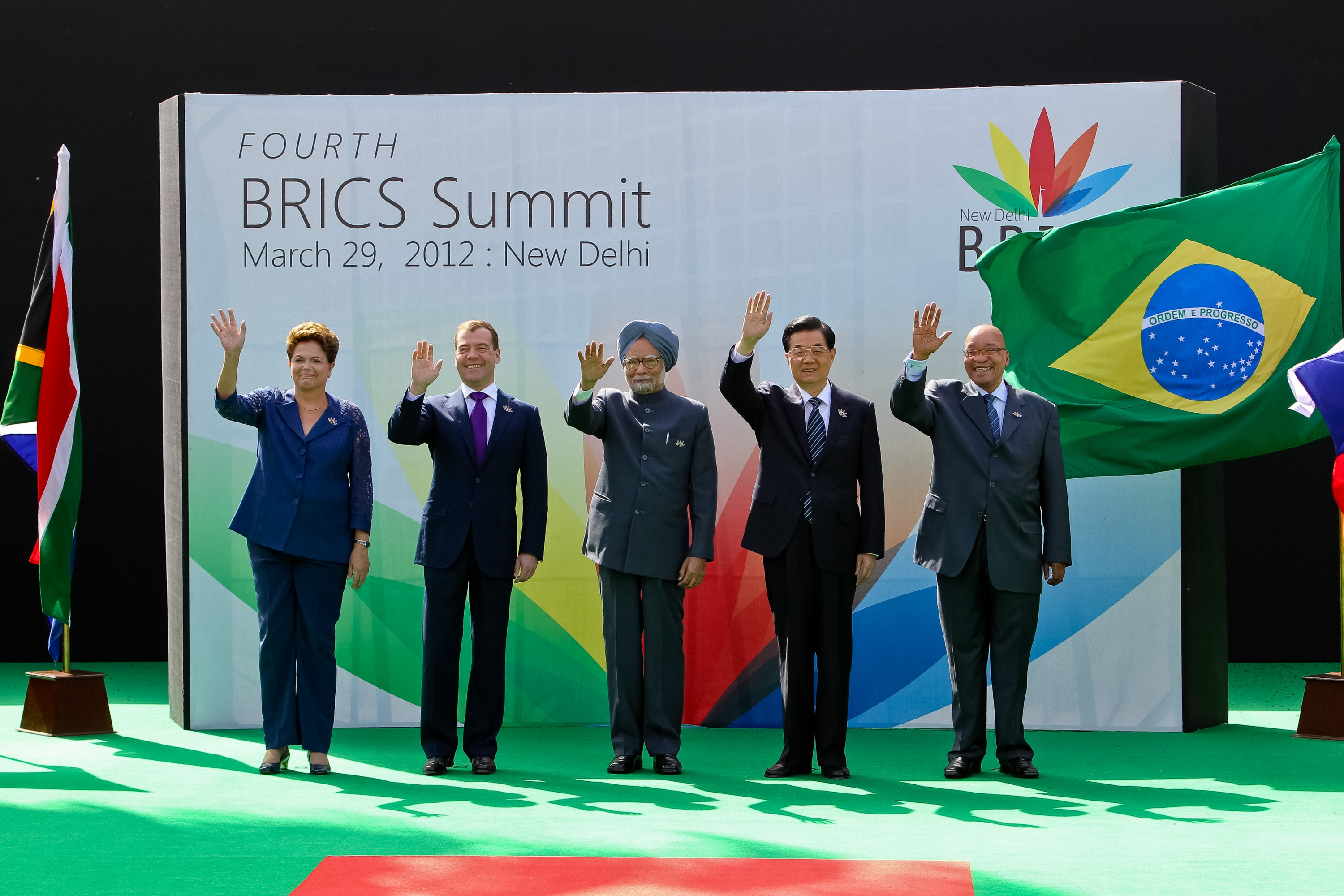
Jefes de Estado de los países del BRICS en la conferencia-cumbre del año 2012.

### Banco de Desarrollo
El principal asunto de la conferencia fue la creación de un nuevo banco de desarrollo. La idea de crear un banco fue sugerida por India, como una forma de afirmar el poder del grupo, y aumentar su influencia en la toma de decisiones en asuntos internacionales. Sudhir Vyas, un oficial indio dijo que "la idea de un banco de los BRICS ya estaba siendo considerada hace algún tiempo". El analista John Mashaka calificó la idea de la India de "muy atrasada", y dijo que "fundar un nuevo banco era una forma de dejar al Banco Mundial dominado por occidente y en parte por el FMI desde fuera". Yuhua Xiao, una profesora asistente del Instituto Chino de Estudios Africanos, señaló que la creación de un banco mostraría señales de crecimiento auto-afirmativo así como independencia interna entre economías en desarrollo. El Dr. Alexandra A Arkhangelskaya observó que crear tal banco "mudaría efectivamente el peso de la fuerza económica" para oriente.
Los objetivos del banco incluirían: invertir en proyectos sobre desarrollo e infraestructura en países subdesarrollados y en desarrollo; concretar préstamos a largo plazo durante crisis financieras globales, como la llamada crisis del euro; proporcionar deuda convertible, que podría ser comprada por los bancos centrales de los estados-miembro, y así actuar como una incubadora para la compatimentación de riesgos. Por su parte, el especialista Alexander Appopkin apuntó que tal "Banco de los BRICS" no requeriría de una inicial inyección considerable de capital para poder ser implementado.
De todas maneras, especialistas económicos prevén varios efectos beneficiosos de tal banco, pues entre otras cosas permitiría implementaciones bien orquestadas de proyectos regionales de desarrollo, con aumento de la eficiencia y transparencia. Appopkin por su parte declaró que "China sería el mayor beneficiado", aunque recíprocamente Albert Khamatshin afirmó que el mayor beneficiado por este banco sería África del Sur.
Alexandra Arkhangelskaya afirmó que el banco sería bastante beneficioso para países de fuera del grupo BRICS, y el ministro do Comercio de Brasil Fernando Pimentel dijo que el banco "sería una herramienta bastante poderosa para mejorar oportunidades de negocios, y también un paso significativo para ayudar a la Unión Europea a superar su crisis financiera".
Con todo, fue opinión bastante unánime entre los asistentes que montar una institución con estas características no sería nada sencillo. Appopkin fue cauteloso, diciendo que tal banco sería eficiente solamente que "fuera permitida la toma de decisiones en proyectos de financiamiento independientemente de los gobiernos de turno, y para operar en desarrollo a largo plazo". Xiao comentó que crear este banco exigiría una cooperación de estilo diferente. Mashaka por su parte dijo que la idea tenía "un largo camino por recorrer" en términos de implementación, dejando claro que habría varios problemas a resolver, como ser contribución de cada nación al capital del banco, rol a cumplir por cada país en cuanto a la dirección del mismo, e importancia de cada nación dentro de esta nueva estructura. Arkhangelskya dijo a su vez que la creación del banco sería difícil: "Los BRICS tienen diferentes pesos económicos, y hallar un conveniente equilibrio para evitar uno o varios miembros dominantes, podría ser todo un desafío". Algunos especialistas llamaron la atención sobre la posibilidad de marginación de China, y/o sobre que posiblemente China exigiría la presidencia permanente de la institución, cosa que tal vez fuera también solicitada por India y Rusia. Se señaló además que el mercado africano podría también ser explorado por China a través del banco con algunas ventajas adicionales.

## Conclusiones

### Instituciones Financieras
Los cinco países concordaron en la urgencia de implementar una reforma de gobernanza, antes de la reunión anual del Banco Mundial. Estos cinco países también promueven una revisión de las cuotas de aportes, para mejor reflejar pesos económicos y para mejorar la voz y la representación de los países emergentes y en desarrollo.
Estos cinco países también promoverán la candidatura de países en desarrollo, para ocupar la presidencia del Banco Mundial, reiterando que las jefaturas del FMI y del Banco Mundial, deberían ser seleccionadas a través de un proceso abierto y basado en los méritos de los candidatos.
El presidente de China Hu Jintao dijo: "Nosotros estamos comprometidos a dar un paso adelante junto a otros países, en cuanto a reformar la gobernanza económica mundial, y en cuanto a aumentar la representación en las decisiones de los países en desarrollo". Y el primer-ministro de India Manmohan Singh, en adición, afirmó: "en la medida que debe reconocerse algún progreso hecho al interior de algunas instituciones financieras internacionales, lo que hace falta sobre todo es un estímulo y un accionar desde el sector político; el BRICS debería hacer sentir su voz en asuntos importantes, como por ejemplo "la reforma del Consejo de Seguridad de la ONU".

### Comercio y Moneda
Para promover el comercio bilateral en monedas locales, los países del BRICS firmaron un acuerdo de facilidad de extensión de crédito en moneda local, y carta multilateral con confirmación de facilidad de crédito para substituir al dólar estadounidense como unidad principal de valoración e intercambio. Los ministros de hacienda también opinaron que la aproximación comercial dentro del BRICS ayudaría como un antídoto contra la crisis europea. Estos ministros también enfatizaron sobre que una unión colectiva facilitaría combatir las crisis europea y americana.
En el fórum empresarial del BRICS, el ministro de industria y comercio de India Anand Sharma dijo que "la adversidad de la crisis financiera está afectando a todos, y hay necessidad de trabajar para superar ese problema".
El ministro de China Chen Deming, por su parte, en adición dijo que los problemas económicos estaban afectando a todos los Estados, y en particular afectado las exportaciones chinas: "Tengo certeza que las exportaciones chinas están mejorando, pero hay necesidad de prevenir que la crisis europea contagie sus efectos negativos, por causa por ejemplo de una retracción de demanda desde sus respectivos mercados; a pesar de eso, China se esfuerza por mantener un alto nivel de crecimiento, por el bien de todos".
El ministro de desarrollo económico y comercio de Rusia Elvira Nabioullina, en adición afirmó que "el mundo precisa parar de acumular riesgos; hay necesidad de trabajar en conjunto".
Para ubicar las economías del BRICS más cerca unas de otras, todos los miembros concordaron en lanzar un proceso de comparación de desempeño, concretando inversiones en un país del BRICS pero permitiendo la formación de un mercado de acciones en los otros cuatro países-miembro sin manejar riesgos monetarios.

### Problemas de Política Exterior
Todos los países del grupo piden a la comunidad internacional de continuar desarrollando proyectos en Afganistán por 10 años posteriores a la salida de la mayoría de las tropas de la ISAF.
También condenan las tácticas de presión de occidente en Irán, que entre otras cosas tienden a incidir sobre otros países para que adhieran a las restricciones impuestas; en este ámbito, solamente el diálogo resolverá la planteada cuestión nuclear. El grupo además afirmó que la violencia en Siria podrá ser resuelta también a través del diálogo, mostrándose opuestos a cualquier intervención militar en este país o en Irán. Se alertó con claridad respecto que una guerra contra Irán tendría "consequencias desastrosas". El Ministro de Comercio de China Chen Deming, expresó que "en ese escenario, el aumento del precio del petróleo tendría impacto en todo el mundo, y así, el problema de Irán se volvería un problema de todos; es imprescindible mantener relaciones estables con Irán, más, al mismo tiempo, el grupo como tal y sus integrantes respetará las resoluciones de la ONU, confiando que un movimiento unilateral de un país particular no afecte desequilibrando a toda una región".